# Пенжинська губа
Пе́нжинська губа́ — північно-східна частина затоки Шеліхова в Охотському морі між мисом Тайгоносом і за 100 км на схід—південний схід від нього мисом Божедомова між Магаданською областю і Камчатським краєм Російської Федерації. Довжина — 300 км; середня ширина — 65 км, біля входу — 100 км; глибини при вході в губу — 80 м, далі у міру наближення до горла вони поступово зменшуються до 30 м. Приблизно на паралелі 61°35' північної широти двома півостровами (Єлістратова і Маметчинським), що відходять від її берегів, губа різко звужується до 30—40 км. Ця вузькість називається горлом і поділяє губу на північну та південну частини. Відкрита у 1651 році землепроходцем Михайлом Стадухіним.
Висота припливів сягає 13,2 м, що є найвищим показником для всього Тихого океану. Замерзає з кінця січня, розкривається від льоду у квітні. Сильні припливні коливання і течії не дають утворитися суцільному льоду в акваторії затоки.
Береги південної частини губи і береги її горла майже на всій протяжності високі та обривисті, за виключенням невеликої ділянки поблизу затоки Мілководної, де берег низький. Тільки у долинах річок та подекуди у розлогах берегових обривів ростуть окремі дерева. У вершину губи впадають річки Пенжина (за назвою якої названа і сама губа) і Таловка. Тут розташоване найбільше і старе поселення Кам'янське. Побережжя заселено коряками, які займаються рибальством та оленярством.